# Эс-Сухна (Иордания)
Эс-Сухна (араб. السخنة‎) — город в Иордании, один из первых населённых пунктов, основанных чеченцами в Иордании, которые обосновались здесь после их миграции с Северного Кавказа. Расположен примерно в десяти километрах к северу от Эз-Зарки. Основными видами экономической деятельности для жителей являются сельское хозяйство и животноводство.
В 1911 году здесь жило 33 чеченских семьи. Они строили свои дома из самана, бамбука и брёвен. Переселенцы быстро наладили добрососедские отношения с местным населением. Они устроили сады, посадили кукурузу и пшеницу.
Население города в 2019 году составляло около 25 тысяч человек. Оно состоит главным образом из чеченцев и арабов иорданского и палестинского происхождения. В 1948 году в городе была построена первая школа. По состоянию на 2019 год их насчитывается семь.